# Коровиха (Ивановская область)
Коровиха — деревня в Лежневском районе Ивановской области, входит в состав Новогоркинского сельского поселения.

## География
Деревня расположена в 1 км на восток от центра поселения села Новые Горки и в 19 км на юго-восток от райцентра посёлка Лежнево.

## История
В конце XIX — начале XX века деревня входила в состав Быковской волости Ковровского уезда Владимирской губернии, с 1918 года — в составе Ново-Горкинской волости Шуйского уезда Иваново-Вознесенской губернии. В 1859 году в деревне числилось 19 дворов, в 1905 году — 46 дворов.
С 1929 года деревня входила в состав Ново-Горкинского сельсовета Шуйского района Ивановской Промышленной области, с 1932 года — в составе Лежневского района, с 1950 года — в составе Дягильковского сельсовета, с 1963 года — в составе Шуйского района, с 1985 года — в составе Новогоркинского сельсовета Лежневского района, с 2005 года — в составе Новогоркинского сельского поселения.

## Население
| 1859 | 1905 | 2010 |
| ---- | ---- | ---- |
| 127  | ↗240 | ↗340 |